# فاینال فانتزی
فاینال فانتزی (به ژاپنی: ファイナルファンタジー Fainaru Fantajī)، نام مجموعه‌ای علمی–تخیلی و چند رسانه‌ای است که در سال ۱۹۸۷ با بازی فاینال فانتزی ۱ با طراحی هیرونوبو ساکاگوچی و شرکت ژاپنی اسکوئر انیکس آغاز گشت. این مجموعه در دنیایی فانتزی و علمی–تخیلی و در سبک نقش‌آفرینی روایت می‌شود. تا آوریل ۲۰۰۸، ۲۸ بازی، ۳ انیمه، ۲ فیلم و چندین کتاب از این مجموعه منتشر شده است.

با اینکه تمرکز اصلی بازی‌های فاینال فانتزی بر روی سبک نقش‌آفرینی بوده ولی تاکنون این مجموعه در سبک‌های دیگری مثل نقش‌آفرینی تاکتیکی، نقش آفرینی اکشن، نقش آفرینی بر خط چندنفره گسترده، مسابقه‌ای، تیراندازی سوم شخص، مبارزه‌ای و سبک ریتمیک بازی عرضه کرده است.

بیشتر بازی‌های فاینال فانتزی داستان‌ها و جهان‌های مستقلی از هم دارند ولی از مفاهیم و عناصر یکسانی بهره می‌برند. عناصری مثل درونمایه داستان‌ها، گیم پلی بازی‌ها و حتی اسم شخصیت‌ها و مکان‌ها جزو عناصری هستند که در بازی‌های فاینال فانتزی ثابت می‌ماند. داستان بازی‌های مجموعه متمرکز بر گروهی از قهرمان‌هایی هست که برای مقابله با یک ضدقهرمان قدرتمند تلاش می‌کنند.

فاینال فانتزی هم موفقیت تجاری کسب کرده و هم مورد قبول منتقدان قرار گرفته است. این مجموعه که موفق‌ترین و محبوب‌ترین رسانه شرکت اسکوئر انیکس می‌باشد تاکنون بیش از ۱۳۰ میلیون نسخه فروش داشته و جزو پرفروش‌ترین مجموعه‌های بازی‌های ویدئویی در طول تاریخ می‌باشد. فاینال فانتزی به خاطر نوآوری‌ها، گرافیک بالا و موسیقی تحسین شده (که اغلب توسط نوبوو اوئماتسو ساخته شده است) شناخته می‌شود.
همچنین سری بازی‌های فاینال فانتزی در خلق کردن ویژگی‌ها و فناوری‌های جدید در سبک نقش آفرینی تأثیر بسزایی داشته است و جزو پرنفوذترین مجموعه‌های این سبک شناخته می‌شود.

## عناوین

### بازی‌ها
اولین بازی این مجموعه که فاینال فانتزی نام داشت، در ۱۸ دسامبر ۱۹۸۷ در ژاپن و برای سیستم سرگرمی نینتندو منتشر شد. از آن زمان تاکنون مجموعه فاینال فانتزی ۱۵ بازی اصلی و تعداد زیادی بازی بازسازی شده و مشتق‌های رسانه‌ای منتشر کرده است. اخیراً اسکوئر انیکس عناوین قدیمی بازی را بازسازی کرده و در پلتفرم‌های دیگر منتشر داده است. با بیش از ۳۰ سال فعالیت، این مجموعه از کهن‌ترین مجموعه‌های رسانه‌ای و بازی‌های ویدئویی در طول تاریخ است.

## عناوین ابتدایی
فاینال فانتزی مفاهیم تازهٔ بسیاری را به سبک نقش آفرینی وارد کرد و از آن زمان بر پلتفرم‌های متفاوت بازسازی شده است.
فاینال فانتزی ۲ در سال ۱۹۸۸ در ژاپن منتشر شد و در انتشارهای مجدد به همراه فاینال فانتزی عرضه گردیده است.
آخرین بازی که برای سیستم سرگرمی نینتندو منتشر گردید فاینال فانتزی ۳ در سال ۱۹۹۰ می‌باشد.

## دوره پلی استیشن
اوج شکوفایی فاینال فانتزی از زمانی آغاز شد که فاینال فانتزی ۷ برای پلی استیشن در سال ۱۹۹۷ عرضه شد. این اولین فاینال فانتزی بود که برای پلی استیشن ساخته شد. همچنین اولین بازی سه بعدی از مجموعه بود. فاینال فانتزی ۷ بازتاب و تحسین‌های بسیار موفقی دریافت کرد و با فروش نزدیک به ۱۰ میلیون نسخه تاکنون پرفروش‌ترین بازی فاینال فانتزی محسوب می‌شود.
در سال ۱۹۹۹ فاینال فانتزی ۸ نیز برای پلی استیشن عرضه شد. گرافیک این بازی نسبت به فاینال فانتزی ۷ پیشرفت شگرف تری داشت.
آخرین بازی اصلی این مجموعه که برای پلی استیشن عرضه شد فاینال فانتزی ۹ در سال ۲۰۰۰ بود.
هر سه این بازی‌ها از نقدهای خوبی برخوردار شدند و فروش‌های بسیار بالایی داشتند و جزو دوران طلایی این مجموعه به‌شمار می‌روند.